# Charles Lyttelton, VIII visconte Cobham
Charles George Lyttelton, VIII visconte Cobham (Hagley Park, 27 ottobre 1842 – Stourbridge, 9 giugno 1922) è stato un nobile e politico inglese.

## Biografia
Era il figlio di George Lyttelton, IV barone Lyttelton, e di sua moglie, Mary Glynne. Studiò all'Eton College e al Trinity College.

## Carriera
È stato eletto alla Camera dei Comuni per West Worcestershire (1868-1874). Oltre alla sua carriera parlamentare ha anche servito come sceriffo di Bewdley. Cobham succedette al padre come quinto barone Lyttelton nel 1876. Nel 1889 successe a un suo lontano parente, Richard Temple-Nugent-Brydges-Chandos-Grenville, II duca di Buckingham e Chandos, come Visconte Cobham.
Cobham è stato Presidente del Marylebone Cricket Club nel 1886.

## Matrimonio
Sposò, il 19 ottobre 1878, Lady Mary Susan Caroline Cavendish (19 marzo 1853-28 gennaio 1937), figlia di William Cavendish, II barone Chesham. Ebbero sette figli:
- Maud Mary Lyttelton (22 luglio 1880-22 luglio 1953), sposò Hugh Wyndham, non ebbero figli;
- John Lyttelton, IX visconte Cobham (23 ottobre 1881-31 luglio 1949);
- George William Lyttelton (6 gennaio 1883-1 maggio 1962), sposò Pamela Marie Adeane, ebbero cinque figli;
- Frances Henrietta Lyttelton (11 giugno 1885-20 gennaio 1918), sposò Christian Guest, ebbero un figlio;
- Charles Frederick Lyttelton (26 gennaio 1887-3 ottobre 1931), sposò Sibell Adeane, ebbero due figli;
- Rachel Beatrice Lyttelton (21 gennaio 1892-26 agosto 1965), sposò Walter Riddell, ebbero cinque figli;
- Richard Glynne Lyttelton (16 ottobre 1893-3 ottobre 1977), sposò Judith Clive, ebbero due figli.

## Morte
Morì il 9 giugno 1922 a Hagley Hall, Stourbridge.

## Ascendenza
|                                         |                                   |                                       | Genitori                          |  |  | Nonni |  |  | Bisnonni                              |  |  | Trisnonni                          |  |
|                                         |                                   |                                       |                                   |  |  |       |  |  | William Lyttelton, I barone Lyttelton |  |  | sir Thomas Lyttelton, IV baronetto |  |
|                                         |                                   |                                       |                                   |  |  |       |  |  | William Lyttelton, I barone Lyttelton |  |  | sir Thomas Lyttelton, IV baronetto |  |
|                                         |                                   | Christian Temple                      |                                   |  |  |       |  |  | William Lyttelton, I barone Lyttelton |  |  |                                    |  |
| William Lyttelton, III barone Lyttelton |                                   |                                       |                                   |  |  |       |  |  | William Lyttelton, I barone Lyttelton |  |  |                                    |  |
|                                         |                                   | Caroline Bristow                      | John Bristow                      |  |  |       |  |  |                                       |  |  |                                    |  |
|                                         |                                   | Caroline Bristow                      | John Bristow                      |  |  |       |  |  |                                       |  |  |                                    |  |
|                                         |                                   | Caroline Bristow                      | Anne Judith Foisin                |  |  |       |  |  |                                       |  |  |                                    |  |
| George Lyttelton, IV barone Lyttelton   |                                   | Caroline Bristow                      |                                   |  |  |       |  |  |                                       |  |  |                                    |  |
|                                         |                                   | George Spencer, II conte Spencer      | John Spencer, I conte Spencer     |  |  |       |  |  |                                       |  |  |                                    |  |
|                                         |                                   | George Spencer, II conte Spencer      | John Spencer, I conte Spencer     |  |  |       |  |  |                                       |  |  |                                    |  |
|                                         |                                   | George Spencer, II conte Spencer      | Margaret Poyntz                   |  |  |       |  |  |                                       |  |  |                                    |  |
| lady Sarah Spencer                      |                                   | George Spencer, II conte Spencer      |                                   |  |  |       |  |  |                                       |  |  |                                    |  |
|                                         |                                   | lady Lavinia Bingham                  | Charles Bingham, I conte di Lucan |  |  |       |  |  |                                       |  |  |                                    |  |
|                                         |                                   | lady Lavinia Bingham                  | Charles Bingham, I conte di Lucan |  |  |       |  |  |                                       |  |  |                                    |  |
|                                         |                                   | lady Lavinia Bingham                  | Margaret Smith                    |  |  |       |  |  |                                       |  |  |                                    |  |
| Charles Lyttelton, VIII visconte Cobham |                                   | lady Lavinia Bingham                  |                                   |  |  |       |  |  |                                       |  |  |                                    |  |
|                                         | sir Stephen Glynne, VII baronetto | sir John Glynne, VI baronetto         |                                   |  |  |       |  |  |                                       |  |  |                                    |  |
|                                         | sir Stephen Glynne, VII baronetto | sir John Glynne, VI baronetto         |                                   |  |  |       |  |  |                                       |  |  |                                    |  |
|                                         | sir Stephen Glynne, VII baronetto | Honora Conway                         |                                   |  |  |       |  |  |                                       |  |  |                                    |  |
| sir Stephen Glynne, VIII baronetto      | sir Stephen Glynne, VII baronetto |                                       |                                   |  |  |       |  |  |                                       |  |  |                                    |  |
|                                         |                                   | Mary Bennett                          | Richard Bennett                   |  |  |       |  |  |                                       |  |  |                                    |  |
|                                         |                                   | Mary Bennett                          | Richard Bennett                   |  |  |       |  |  |                                       |  |  |                                    |  |
|                                         |                                   | Mary Bennett                          | …                                 |  |  |       |  |  |                                       |  |  |                                    |  |
| Mary Glynne                             |                                   | Mary Bennett                          |                                   |  |  |       |  |  |                                       |  |  |                                    |  |
|                                         |                                   | Richard Griffin, II barone Braybrooke | Richard Neville Aldworth Neville  |  |  |       |  |  |                                       |  |  |                                    |  |
|                                         |                                   | Richard Griffin, II barone Braybrooke | Richard Neville Aldworth Neville  |  |  |       |  |  |                                       |  |  |                                    |  |
|                                         |                                   | Richard Griffin, II barone Braybrooke | Magdalen Calendrini               |  |  |       |  |  |                                       |  |  |                                    |  |
| hon. Mary Griffin                       |                                   | Richard Griffin, II barone Braybrooke |                                   |  |  |       |  |  |                                       |  |  |                                    |  |
|                                         |                                   | Catherine Grenville                   | lord George Grenville             |  |  |       |  |  |                                       |  |  |                                    |  |
|                                         |                                   | Catherine Grenville                   | lord George Grenville             |  |  |       |  |  |                                       |  |  |                                    |  |
|                                         |                                   | Catherine Grenville                   | Elizabeth Wyndham                 |  |  |       |  |  |                                       |  |  |                                    |  |
|                                         |                                   | Catherine Grenville                   |                                   |  |  |       |  |  |                                       |  |  |                                    |  |